# Issaba
Issaba ist ein Arrondissement im Departement Plateau in Benin. Es ist eine Verwaltungseinheit, die der Gerichtsbarkeit der Kommune Pobè untersteht. Gemäß der Volkszählung von 2013 hatte Issaba 28.223 Einwohner, davon waren 13.677 männlich und 14.546 weiblich.